# Бутенко, Раиса Георгиевна
Раиса Георгиевна Бутенко (1920—2004) — советский учёный, физиолог растений, специалист в области клеточной биологии; доктор биологических наук (1963), член-корреспондент Академии наук СССР (1974), академик ВАСХНИЛ (1988, член-корреспондент с 1986). Автор около 300 научных работ, ряд которых был опубликован за рубежом.
Соавтор научного открытия «Явление двуродительского наследования генных детерминант цитоплазмы при парасексуальной гибридизации (слиянии) соматических клеток растений». Под её руководством созданы Всероссийская коллекция клеточных культур и Криобанк растительных объектов.

## Биография
Родилась 13 сентября 1920 года в деревне Кабыльщина Бельского уезда Смоленской губернии (по другим данным в городе Белом).
В 1942 году окончила Московскую сельскохозяйственную академию (МСХА). В 1942—1944 годах работала агрономом в Узбекской ССР, в совхозе МВД. С 1944 года жила и работала в Москве. В 1947 году окончила аспирантуру МСХА, кандидат биологических наук с 1948 года. С 1947 года и до конца жизни Раиса Бутенко работала в Институте физиологии растений им. К. А. Тимирязева Академии наук: с 1970 года — заведующая лабораторией культуры тканей и морфогенеза; в 1986—1996 годах — заведующая отделом биологии клетки и биотехнологии; в 1996—2004 годах — главный научный сотрудник. Одновременно с 1971 года Бутенко — профессор кафедры физиологии растений биолого-почвенного (с 1973 года — биологического) факультета Московского университета.
Р. Г. Бутенко входила в оргкомитет Первых Чайлахяновских чтений (1993 год), а также прочитала первую лекцию на этих чтениях. Автором второй лекции Первых Чайлахяновских чтений стал профессор Антон Георгиевич Ланг.
Жила в Москве на Мичуринском проспекте, 12, корп. 1. Умерла 26 марта 2004 года в Москве. Похоронена на Востряковском кладбище.

## Награды
- Награждена орденами Трудового Красного Знамени, Октябрьской Революции и «Знак Почёта», а также медалью «За доблестный труд. В ознаменование 100-летия со дня рождения Владимира Ильича Ленина».
- Лауреат Государственной премии СССР (1984).